# 怀柔北站
怀柔北站是京通铁路、怀范铁路上的一个二等站，位于北京市怀柔区境内，建于1976年。怀柔北站可通过铁路连接丰怀枕轨场、北京铁路局怀柔北机务段、怀柔北铁路怀柔站，距中国科学院大学雁栖湖校区1公里。

## 车站结构
本站设有一座侧式站台和一座岛式站台。
- 第一代站房（已于2017年拆除）
- 安检验证区
- 检票口
- 站台入口
- 怀柔北站基本站台南侧

## 设施
该站站厅配有一台用于急救的自动体外心脏除颤仪设备。

## 旅客列车目的地

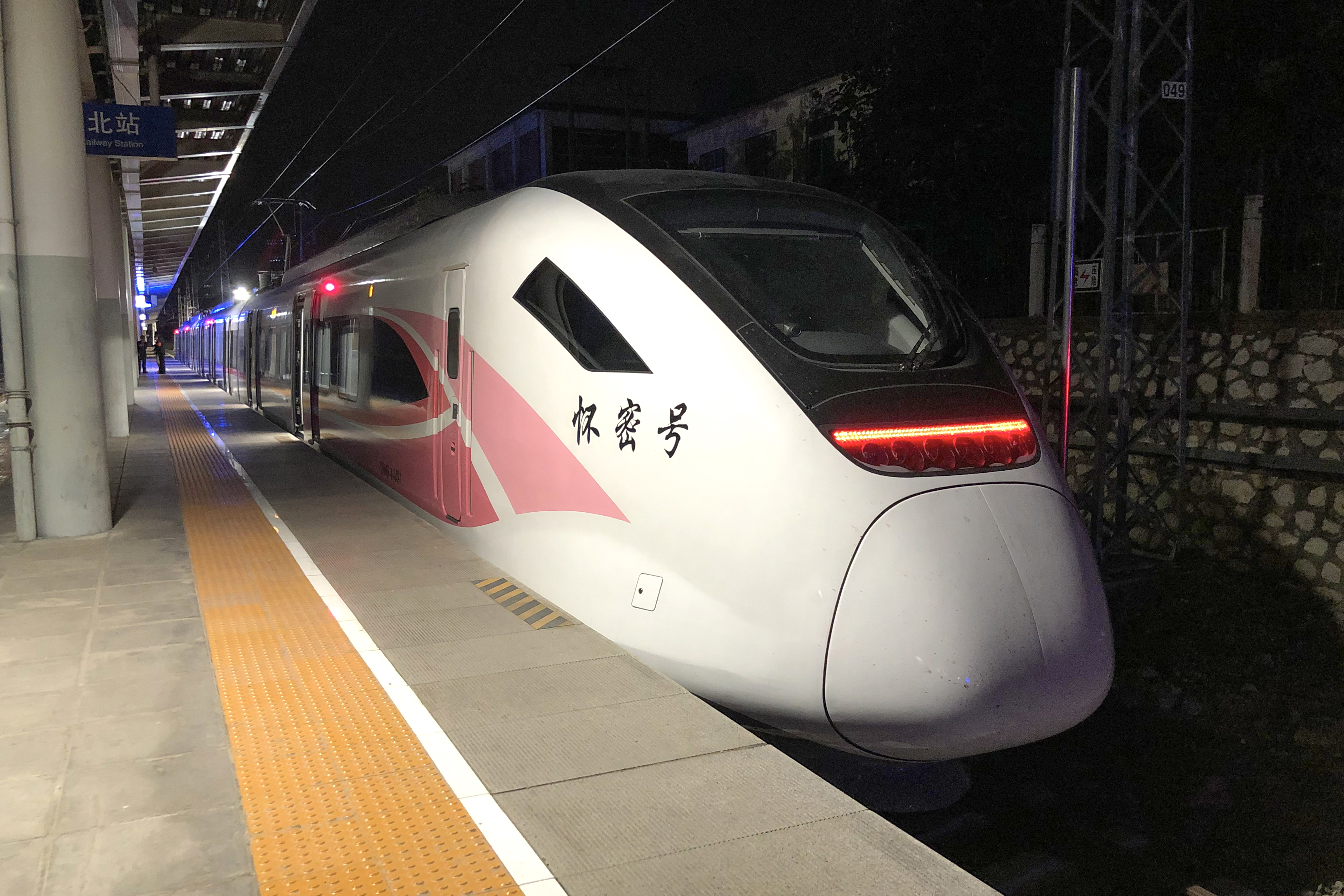
S518次列车停靠在怀柔北站

截至2019年7月10日，有10班列车在怀柔北站停靠。2017年10月26日至12月31日，部分列车因怀柔北站施工改造而暂时停运。2017年12月31日起，北京市郊铁路怀柔密云线停靠该站。
| 列车所属路局 | 目的地                       |
| ------------ | ---------------------------- |
| 北京铁路局   | 昌平北、承德、古北口、清河   |
| 沈阳铁路局   | 北京、昌平北、赤峰、乌兰浩特 |

## 客货运量
2022年1-7月怀柔北站怀密线客流80907人，日均客流663人；通密线客流5421人，日均客流44人。